# Rheumaptera variegata
Rheumaptera variegata är en fjärilsart som beskrevs av Leo Schwingenschuss 1918. Rheumaptera variegata ingår i släktet Rheumaptera och familjen mätare. Inga underarter finns listade.